# Нефертиабет

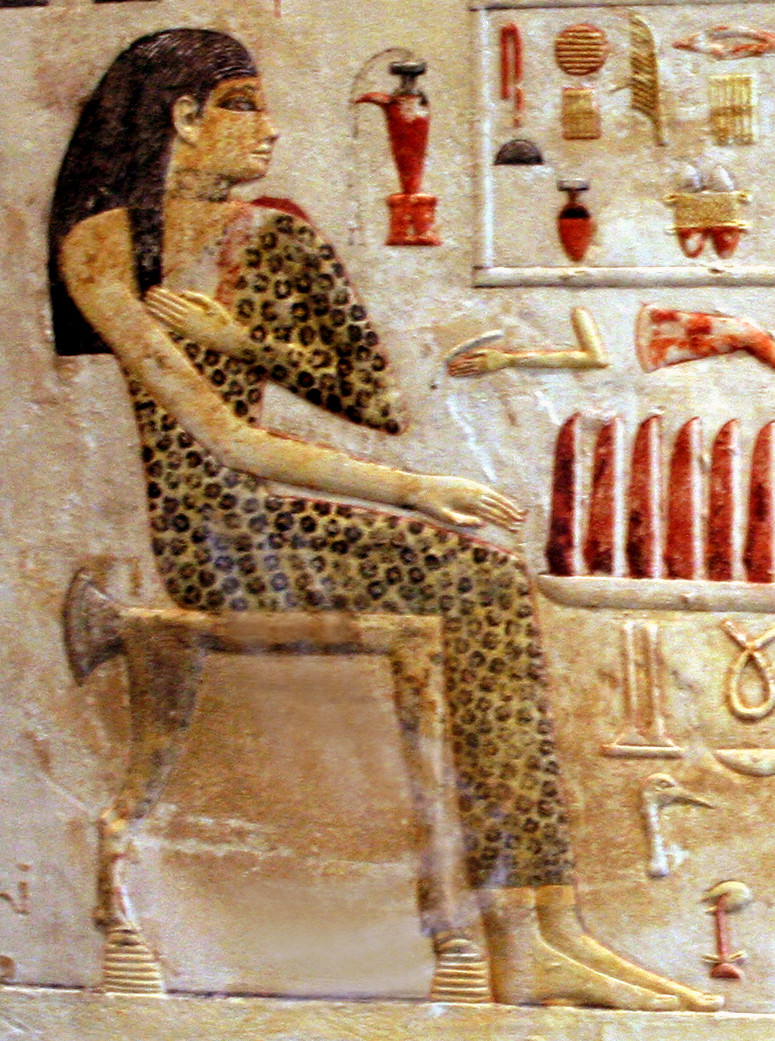
Деталь стелы Нефертиабет

Принцесса Нефертиабет — вероятно, дочь или сестра фараона Хеопса (IV династия).
Была замужем за Упемнефретом (фр. Oupemnéfret), унаследовавшим у неё титул принца.

## Имя
| nfr · t | R15 · t |

| nfr · t | R15 · t |

Имя «Нефертиабет» состоит из двух слов: «Нефер» — «красавица» и «Иабет» — «восток». Таким образом, имя обозначает «восточная красавица».

## Стела Нефертиабет

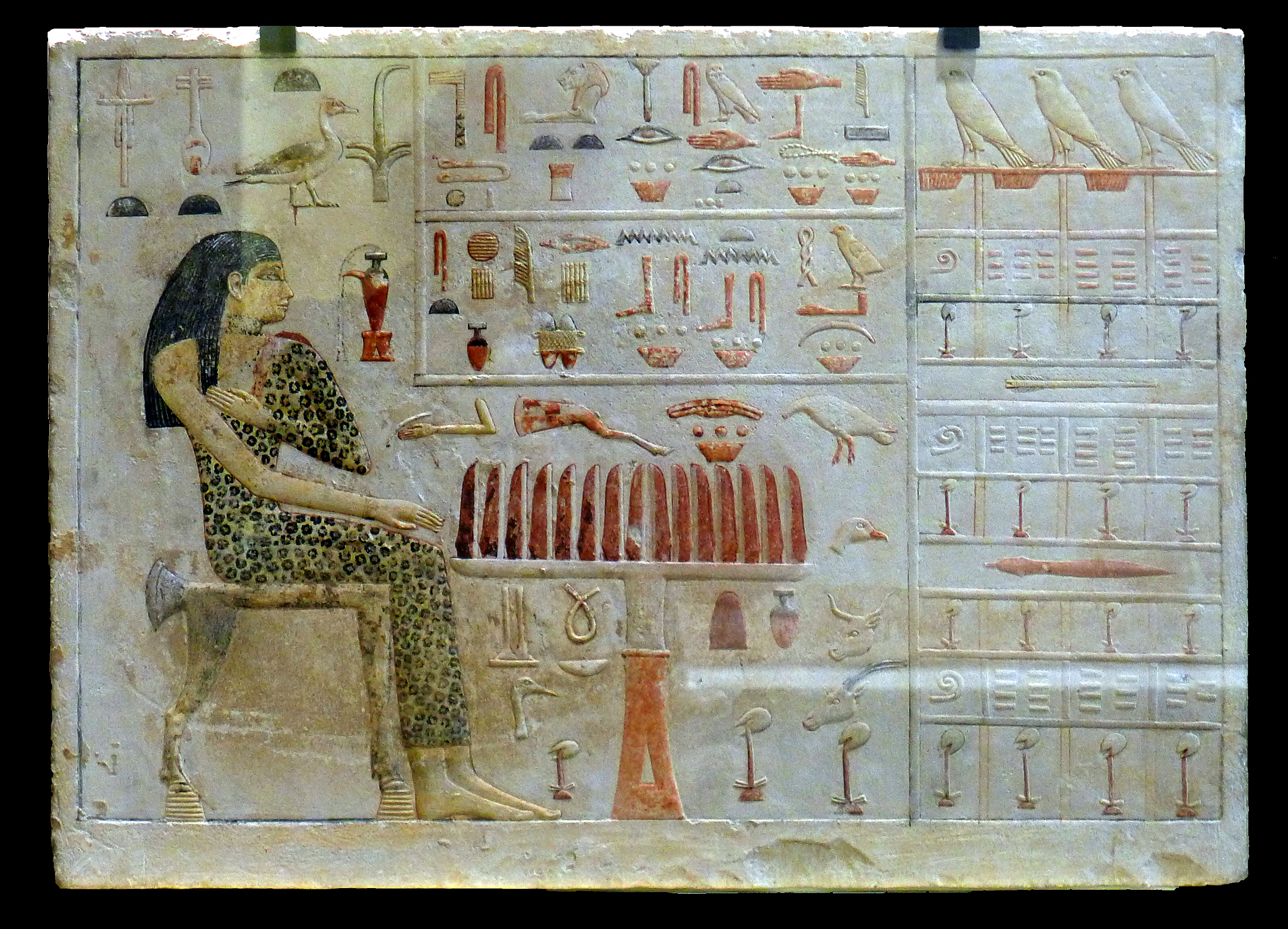
Надгробная стела Нефертиабет

### История
Хранящаяся в Лувре стела из известняка была найдена в Гизе, в мастабе Нефертиабет. Стела датируется IV династией, точнее периодом царствования фараона Хеопса, родственницей которого была Нефертиабет. После смерти принцессы стела немедленно была встроена в стену её мастабы. Последующие постройки в этом месте скрыли стелу, что позволило ей сохраниться до наших времён. В 1902 году стелу обнаружил британский искатель древностей. Переменив нескольких хозяев, в 1938 году стела была подарена Лувру, где и хранится до сих пор (зал № 635).

### Описание
Стела представляет собой плиту известняка, покрытую известью. Размер стелы: малый локоть по вертикали (37.7 см) и королевский локоть по горизонтали (52.5 см).
На высохшем слое извести выполнен частично раскрашенный барельеф. В некоторых местах сохранились следы защитного лака.
Автор барельефа использовал очень ограниченный набор темперных красок:
- Чёрная краска (древесный уголь или жжёная слоновая кость), используется для парика, контура глаз, пятен на шкуре леопарда, рогов газели, табурета и некоторых иероглифов.
- Красная краска (красная охра) — зрачок Нефертиабет, хлеб, некоторые вазы, центр пятен на шкуре леопарда, ножка стола, мясо, клювы птиц.
- Жёлтая краска (жёлтая охра) — тело принцессы, шкура леопарда, низ ножек табурета, некоторые животные (в том числе соколы), некоторые иероглифы, обрамление стелы, а также рамки картушей.
- Зелёная краска (не сохранилась).

Рисунок симметричен, ножка стола находится ровно посередине стелы.
На стеле изображён стандартный сюжет для надгробных стел Древнего Египта. Нефертиабет сидит на табурете с бычьими ножками, задняя часть которого украшена цветком папируса. Нефертиабет одета в облегающее платье из шкуры леопарда, покрывающем её плечо и левую руку, завязанное на левом плече красным бантом — это наряд жрицы. На шее принцессы широкое колье, на лодыжках традиционные украшения в виде колец, на правой руке браслет. На голове Нефертиабет — чёрный парик, часть косичек которого падает на её правое плечо. Левая рука лежит на правой груди, правая протянута к стоящему перед Нефертиабет столу. Кисть правой руки изображена как будто рука вывернута на 180° — подобное нарушение реализма не считалось нарушением нормы в искусстве Древнего Египта.
На столе лежит нарезанный на 15 кусочков хлеб, видна его коричневая корка и белая мякоть. Вокруг стола изображена другая еда: говяжья нога, рёбра над корзинкой или пирогом с тремя зёрнышками, гусь с отрезанной головой. На уровне лица Нефертиабет находится кувшин со льющейся из него водой. Чуть ниже видна стекающая с руки принцессы вода — омовение перед принятием пищи.
Многие предметы сопровождаются символом, обозначающим 1000, имеющим здесь не прямое, а переносное значение — множество, неограниченно, сколько будет угодно:
| M12 |

Возле ножки стола — иероглифы, обозначающие куски ткани, вазы, птицу, хлеб, кувшины пива, головы скота.
Над головой принцессы начертано её имя: «Царственная дочь Нефертиабет».
Над столом — две рамки с описанием подношений Нефертиабет. В первой рамке: благовония, масла, зелёные румяна (на базе малахита), чёрные румяна (на базе галенита), инжир и фрукты icheb. Во второй рамке: финиковый ликёр, вино, красные финики (фр. jujube) и пирог из них, плоды рожкового дерева. В правой части стелы снова встречается знак «1000», а также другие древне-египетские числительные. Они служат для указания количества штук ткани разного льна: иероглиф сокола обозначает красный лён idémy, стрела — лён sécherou, колышек для тента — лён aâou.